# Dmitrij Juszkiewicz
Dmitrij Siergiejewicz Juszkiewicz (ros. Дмитрий Сергеевич Юшкевич; ur. 19 listopada 1971 w Czerepowcu) – rosyjski hokeista, reprezentant ZSRR, WNP i Rosji, dwukrotny olimpijczyk. Trener hokejowy.
Jego syn Dmitrij (ur. 1997) także został hokeistą.

## Kariera zawodnicza
- Łokomotiw Jarosław (1988-1991)
- Dinamo Moskwa (1991-1992)
- Philadelphia Flyers (1992-1994)
- Łokomotiw Jarosław (1994)
- Philadelphia Flyers (1994-1995)
- Toronto Maple Leafs (1995-1999)
- Łokomotiw Jarosław (1999)
- Toronto Maple Leafs (1999-2002)
- Florida Panthers (2002)
- Los Angeles Kings (2002-2003)
- Philadelphia Flyers (2003)
- Łokomotiw Jarosław (2003-2004)
- Siewierstal Czerepowiec (2004-2005)
- Mietałłurg Magnitogorsk (2005-2006)
- SKA Sankt Petersburg (2006-2007)
- Siewierstal Czerepowiec (2007-2008)
- Sibir Nowosybirsk (2008-2009)
- Kärpät (2009-2010)

Łącznie w czasie kariery rozegrał 11 sezonów w NHL. Pierwotnie zakończył karierę w styczniu 2008 z powodu wypadku samochodowego w Kalifornii, w którym zginęła jego pierwsza żona Oksana, po czym postanowił zaopiekować się trójką ich dzieci. Po czterech miesiącach postanowił wrócić do gry w hokeja i 19 maja 2008 podpisał kontrakt z Sibirem Nowosybirsk. Ostatni sezon rozegrał w Finlandii w lidze SM-liiga, po czym w połowie kwietnia 2010 ogłosił zakończenie kariery zawodniczej.
Uczestniczył w turniejach zimowych igrzysk olimpijskich 1992 (WNP), 1998 (Rosja), mistrzostw świata 1993, 1994, 1998, 2004 oraz Pucharu Świata 1996.

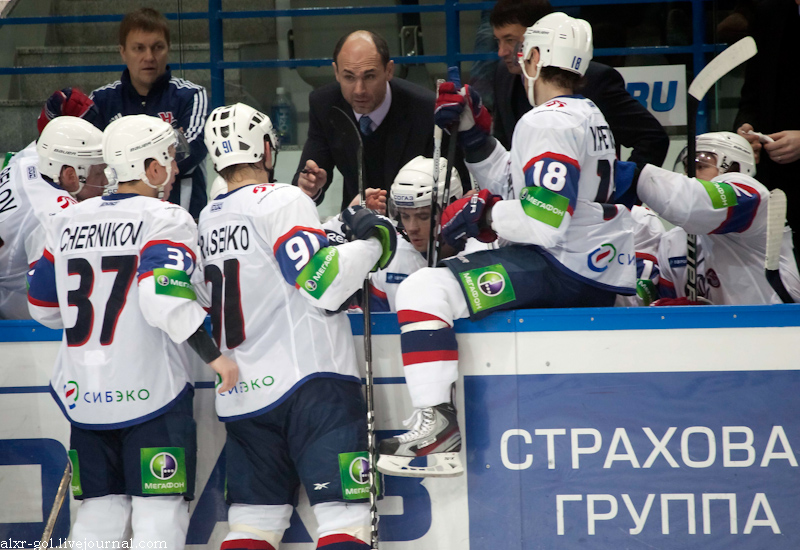
Dmitrij Juszkiewicz (w środku) na ławce trenerskiej Sibiru Nowosybirsk (2011)

## Kariera trenerska
- Sibir Nowosybirsk (2010-2011), asystent trenera
- Sibir Nowosybirsk (2011-2012), główny trener
- Reprezentacja Rosji] (2011-2013), asystent trenera
- Łokomotiw Jarosław (2012-2013), asystent trenera
- Jugra Chanty-Mansyjsk (2014-2015), główny trener
- Łokomotiw Jarosław (2015), asystent trenera
- Siewierstal Czerepowiec (2015-2016), asystent trenera, główny trener
- Łokomotiw Jarosław (2016-2017), asystent trenera
- CSKA Moskwa (2017-2021), asystent trenera
- Łokomotiw Jarosław (2021-2025), asystent trenera
- CSKA Moskwa (2025-), asystent trenera

W sezonie KHL (2010/2011) był asystentem I trenera w Sibirze Nowosybirsk. W sezonie KHL (2011/2012) był szkoleniowcem Sibiru Nowosybirsk. Został asystentem selekcjonera reprezentacji Rosji, Zinetuły Bilaletdinowa. Od kwietnia 2012 został asystentem amerykańskiego trenera Toma Rowe'a w klubie Łokomotiw Jarosław. W kwietniu 2014 został trenerem klubu Jugra Chanty-Mansyjsk. Został zwolniony pod koniec stycznia 2015. Później był krótkotrwale asystentem w Łokomotiwie, a następnie został asystentem w Siewierstali Czerepowiec. Od listopada 2015 pierwszy trener Siewierstali. Odszedł z klubu wraz z końcem sezonu KHL (2015/2016). Od 2016 ponownie asystent szkoleniowca Łokomotiwu Jarosław. Od lipca 2017 asystent głównego szkoleniowca CSKA Moskwa w randze starszego trenera. Pod koniec września 2021 wszedł ponownie do sztabu trenerskiego Łokomotiwu. Pracował tam u boku głównego szkoleniowca , a w czerwcu 2025 wraz z nim przeszedł do CSKA Moskwa.

## Sukcesy
Reprezentacyjne
- Złoty medal mistrzostw świata juniorów do lat 20: 1989 z ZSRR
- Srebrny medal mistrzostw świata juniorów do lat 20: 1990, 1991 z ZSRR
- Złoty medal zimowych igrzysk olimpijskich: 1992 z WNP
- Srebrny medal zimowych igrzysk olimpijskich: 1998 z Rosją
- Złoty medal mistrzostw świata: 1993

Klubowe
- Złoty medal mistrzostw ZSRR: 1992 z Dinamem Moskwa
- Mistrzostwo dywizji NHL: 1995 z Philadelphia Flyers, 2000 z Toronto Maple Leafs
- Brązowy medal mistrzostw Rosji: 2006 z Mietałłurg Magnitogorsk

Indywidualne
- Mistrzostwa świata do lat 20 w 1991:
  - Skład gwiazd turnieju
- Mistrzostwa Świata w Hokeju na Lodzie 1993:
  - Najlepszy obrońca turnieju
- Puchar Spenglera 1997:
  - Skład gwiazd turnieju
- NHL (1999/2000):
  - NHL All-Star Game
- Superliga rosyjska w hokeju na lodzie (2005/2006):
  - Złoty Kask (przyznawany sześciu zawodnikom wybranym do składu gwiazd sezonu)

Szkoleniowe
- Puchar Gagarina – mistrzostwo KHL: 2019, 2020 z CSKA Moskwa
- Złoty medal mistrzostw Rosji: 2019, 2020 z CSKA Moskwa

Wyróżnienia
- Zasłużony Mistrz Sportu ZSRR w hokeju na lodzie: 1992
- Rosyjska Galeria Hokejowej Sławy: 2014